# یزدانی (دین)

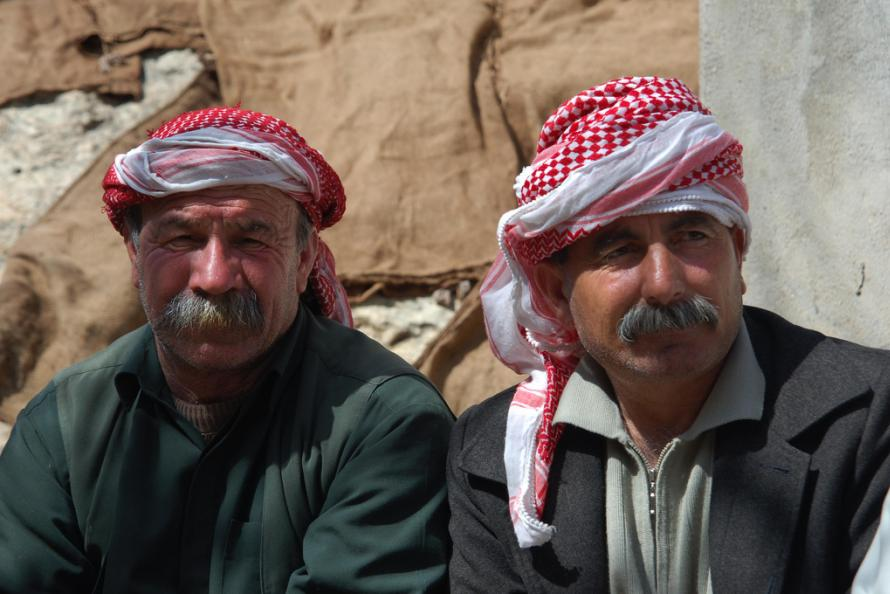
تصویری از دو مرد کرد

یزدانی یا یزدانی‌گری (انگلیسی: Yazdânism) که فرقهٔ فرشتگان هم نامیده شده، اصطلاحی است که توسط مهرداد ایزدی، محقق کرد و بلژیکی برای توصیف دین اصلی مهرپرستانهٔ مردم کُرد پیش از اسلام به کار رفته‌است. ایزدی این دین را مذهب «اصیل» کردها می‌داند و معتقد است که این دین در قالب گروه‌های دینی نوینی با عناوین جدید ایزدی، یارسان، «علوی‌گَری‌ کُردی» - «عشقی‌گری» تداوم پیدا کرده‌است.